# Pcelnik, Varna
Pcelnik (în bulgară Пчелник) este un sat în comuna Dolni Ciflik, regiunea Varna,  Bulgaria. 

## Demografie
Componența etnică a satului Pcelnik
     Turci (25,68%)
     Bulgari (61,68%)
     Nicio identificare (11,44%)
     Altele (1,19%)
La recensământul din 2011, populația satului Pcelnik era de 1.678 locuitori. Din punct de vedere etnic, majoritatea locuitorilor (61,68%) erau bulgari, cu o minoritate de turci (25,68%). Pentru 11,44% din locuitori nu este cunoscută apartenența etnică.